# Florence Nightingale
Florence Nightingale (Firenze, 12 maggio 1820 – Londra, 13 agosto 1910) è stata un'infermiera britannica nota come "la signora con la lanterna". È considerata la fondatrice dell'assistenza infermieristica moderna, in quanto fu la prima ad applicare il metodo scientifico attraverso l'utilizzo della statistica. Propose inoltre un'organizzazione degli ospedali da campo.

## Biografia

### Gioventù

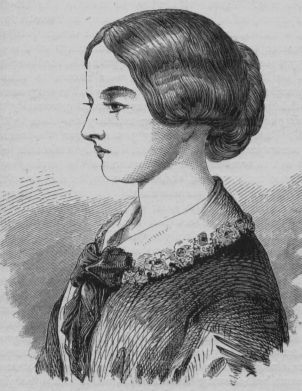
Florence Nightingale

Nacque in una famiglia molto benestante e parte dell'élite borghese britannica: il padre William Edward Nightingale, nato William Edward Shore (1794-1874), fu un pioniere dell'epidemiologia; la madre era Frances "Fanny" Smith (1789-1880), mentre il nonno materno era l'abolizionista William Smith (1756-1835); la nonna paterna, Mary Evans, era la nipote di Peter Nightingale, che costruì la residenza di famiglia.
Fu chiamata Florence in onore di Firenze (Florence in inglese), la città dove era nata, a Villa Colombaia (per la stessa ragione la sorella maggiore, nata a Napoli, fu chiamata Parthenope). La famiglia possedeva una tenuta nel Derbyshire e risiedeva normalmente nel Buckinghamshire.
Profondamente cristiana e ispirata da quella che lei considerava una chiamata divina, sperimentata più volte a partire dal 7 febbraio 1837, nel 1845 annunciò alla famiglia di volersi dedicare alla cura di persone malate e indigenti. L'opposizione della famiglia e soprattutto della madre mise in luce il suo carattere molto forte e determinato e la sua ribellione contro i ruoli di moglie e madre attribuiti dalla società alle donne della sua condizione. Per il timore che il matrimonio interferisse con la sua vocazione di infermiera, nel 1851 rifiutò la pluriennale corte di Richard Monckton Milnes, politico e poeta (poi primo Lord Houghton e suo grande sostenitore), sempre contro la volontà materna.
Quella di infermiera all'epoca era una professione poco stimata, tanto che nell'esercito erano equiparate alle vivandiere. Pur non avendo una formazione di tipo medico-infermieristico, la Nightingale riconobbe ben presto le carenze della professione infermieristica come era esercitata ai tempi. Già nel dicembre 1844 divenne la principale propagandista per un miglioramento delle cure mediche negli ambulatori delle workhouses per le persone povere, ottenendo l'appoggio di Charles Pelham Villiers, primo presidente del Poor Law Board istituito nel 1847, e prendendo parte alla riforma generale delle Poor Laws (per la Scozia nel 1845, per il resto del regno nel 1847).
Nel 1847 conobbe a Roma Sidney Herbert, politico e già ministro della guerra (lo sarà nuovamente durante la guerra di Crimea): la loro duratura amicizia sarà decisiva sia per la di lei esperienza in Crimea e oltre, sia per la carriera politica di lui, interrotta da morte prematura nel 1861.
Nel 1849 prestò assistenza sanitaria ai difensori della Repubblica Romana.
Nel 1850, al fine di chiarirsi le idee sul proprio futuro, scrisse Suggestions for Thought to Searchers after Religious Truth; mai pubblicato in vita, e solo in parte nel 1928 grazie a Ray Strachey, è al tempo stesso opera di teologia e di femminismo.
Subito dopo, nel 1850, soggiornò per un periodo a Kaiserswerth presso Düsseldorf, un ospedale fondato da Theodor Fliedner e gestito da un gruppo di diaconesse luterane, e rimase molto impressionata dall'elevata qualità delle cure mediche fornite; vi tornò nel 1851 per un periodo di formazione e per preparare la pubblicazione di un rapporto pubblicato anonimamente (The Institution of Kaiserswerth on the Rhine, for the Practical Training of Deaconesses, etc). Suo padre le concesse una rendita annua di 500 sterline (40.000 euro di oggi), che le permise di seguire la propria vocazione senza preoccupazioni economiche.

### Nella guerra di Crimea

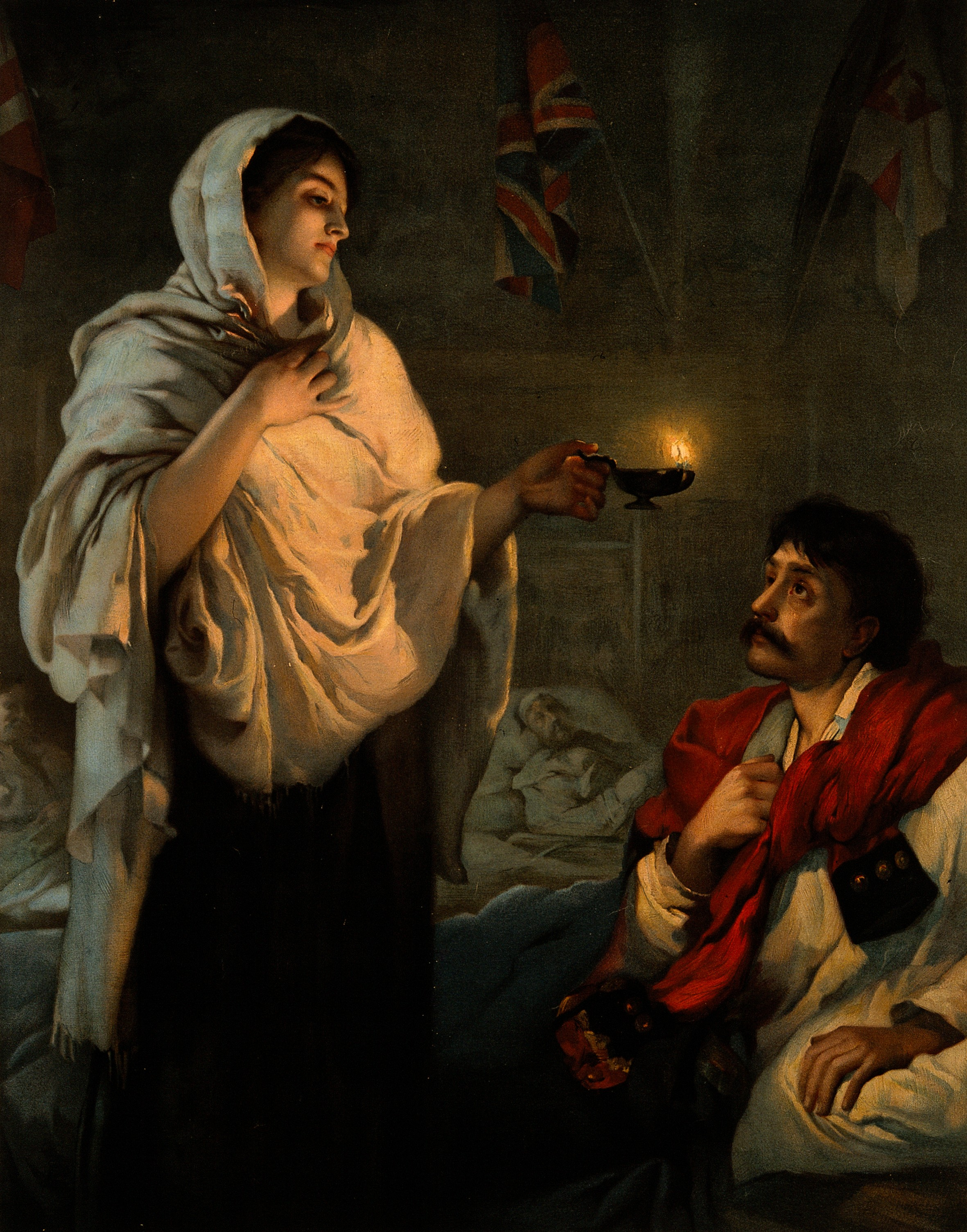
Guerra di Crimea: Florence Nightingale con la sua lanterna al capezzale di un paziente; litografia a colori da un quadro di Henrietta Rae

Dal 22 agosto 1853 al 18 ottobre 1854 la Nightingale fu sovrintendente all'Institute for the Care of Sick Gentlewomen di Londra. Qualche tempo dopo l'inizio della guerra di Crimea, la stampa riportò notizie delle gravissime condizioni in cui venivano curati i feriti. Il 21 ottobre 1854, autorizzata da Sidney Herbert, Nightingale partì con 38 infermiere volontarie addestrate da lei (compresa la propria zia materna) per la Turchia e ai primi di novembre giunse a Scutari (oggi diventato un quartiere della città di Istanbul), 500 km (via mare) da Balaklava, quartier generale della spedizione britannica in Crimea, presso Sebastopoli.
All'ospedale militare allestito nella caserma di Selimiye di Scutari, Florence Nightingale e le sue infermiere scoprirono che i soldati feriti erano mal curati nell'indifferenza delle autorità: il personale medico era sovraccarico, le medicine erano scarse, l'igiene trascurata, le infezioni di massa comuni e spesso fatali, la cucina non attrezzata. Nonostante qualche resistenza da parte dei medici, le infermiere pulirono a fondo l'ospedale e gli strumenti e riorganizzarono l'assistenza, ma la mortalità non diminuì: dovuta solo per il 10% alle ferite, essa dipendeva dal sovraffollamento, dalla mancanza di ventilazione e dalle carenze del sistema fognario. Solo nel marzo 1855 una commissione sanitaria inviata dall'Inghilterra risolse gli ultimi due problemi, portando a una drastica riduzione della mortalità.
Solo al suo ritorno in patria, raccogliendo materiale per la Royal Commission on the Health of the Army, la Nightingale comprese l'importanza di questi ultimi aspetti, tanto da dar loro priorità anche in tempo di pace e in campo civile. Pertanto, la sua teoria di nursing fu incentrata sul concetto di ambiente, fattore principale nello sviluppo di malattie. Individuò, infatti, cinque requisiti essenziali che un ambiente deve possedere per essere salubre: aria pulita, acqua pura, sistema fognario efficiente, pulizia, luce; aggiunse anche requisiti come silenzio, calore e dieta, non essenziali, ma positivi.
Durante la guerra di Crimea Florence Nightingale ricevette il soprannome di "The Lady with the Lamp" (La signora con la lampada), derivato da un articolo del Times che ne lodava l'abnegazione ("When all the medical officers have retired for the night (...) she may be observed alone, with a little lamp in her hand, making her solitary rounds") e che fu reso popolare dalla poesia Santa Filomena (1857) di Longfellow ("Lo! in that hour of misery/A lady with a lamp I see/Pass through the glimmering gloom/And flit from room to room").
Colpita da febbri, probabilmente una forma cronica di brucellosi, Florence Nightingale ritornò in patria come eroina il 7 agosto 1857 e si stabilì a Londra al Burlington Hotel presso Piccadilly, dove si mise in quarantena, vietando l'accesso persino alla madre e alla sorella maggiore. Ciononostante, in risposta a un invito della regina Vittoria, ebbe un ruolo centrale nella costituzione della Royal Commission on the Health of the Army, presieduta da Sidney Herbert. In quanto donna, non poteva essere nominata a farne parte, ma scrisse il rapporto finale della Commissione, di più di 1.000 pagine e ricco di statistiche dettagliate (dotata per la matematica, continuava così l'interesse paterno per la statistica), e fu centrale anche nella successiva attuazione delle raccomandazioni finali del rapporto, che rivoluzionarono la sanità militare: fu costituito l'Army Medical College e molti ospedali, soprattutto militari, vennero costruiti seguendo le sue indicazioni.

### Maturità
Mentre era ancora in Turchia, il 29 novembre 1855, una manifestazione di riconoscenza per il suo lavoro sfociò nella costituzione del Nightingale Fund per la formazione delle infermiere, con una marea di generose donazioni; Sidney Herbert funse da segretario onorario e Giorgio, Duca di Cambridge (combattente in Crimea e comandante in capo dell'esercito), da presidente. Nel 1859 Florence Nightingale aveva 45 000 sterline a disposizione, che le permisero di istituire la Nightingale Training School presso il St. Thomas' Hospital di Londra il 9 luglio 1860 (oggi è la Florence Nightingale School of Nursing and Midwifery e fa parte del King's College London). Questa era aperta a un massimo di 15 allieve, aveva durata di un anno ed era caratterizzata da un forte zelo religioso, disciplina di tipo militare, modelli culturali delle famiglie ricche dell'epoca. Le origini della scuola sono strettamente legate con l'istituzione ospedaliera, differentemente da quella medica, svolta nell'università. Le prime infermiere diplomate incominciarono a lavorare il 16 maggio 1865 all'infermeria della workhouse di Liverpool. Florence Nightingale raccolse fondi anche per il nuovo Royal Buckinghamshire Hospital di Aylesbury, vicino alla sua casa di famiglia, e nel 1869 aprì con Elizabeth Blackwell il Women's Medical College.
Nel 1860 Florence Nightingale pubblicò Notes on Nursing, uno smilzo libretto di 136 pagine che fu la pietra miliare del curriculum delle scuole per infermieri e vendette bene anche presso il pubblico generale: è ancor oggi considerato una introduzione classica alla professione di infermiere. Per il resto della sua vita, la Nightingale promosse l'istituzione e lo sviluppo della professione di infermiere nella sua forma moderna. La professione infermieristica, fino ad allora piuttosto mal considerata, guadagnò di status: già nel 1882 le sue infermiere avevano una presenza crescente e influente nella professione, occupando posizioni nei principali ospedali di Londra, della Gran Bretagna e dell'Australia. Inoltre, l'opera della Nightingale ispirò il corpo volontario della United States Sanitary Commission nella guerra civile americana ed ella stessa formò Linda Richards, la prima infermiera qualificata degli Stati Uniti, pioniera della professione nel suo paese e in Giappone.

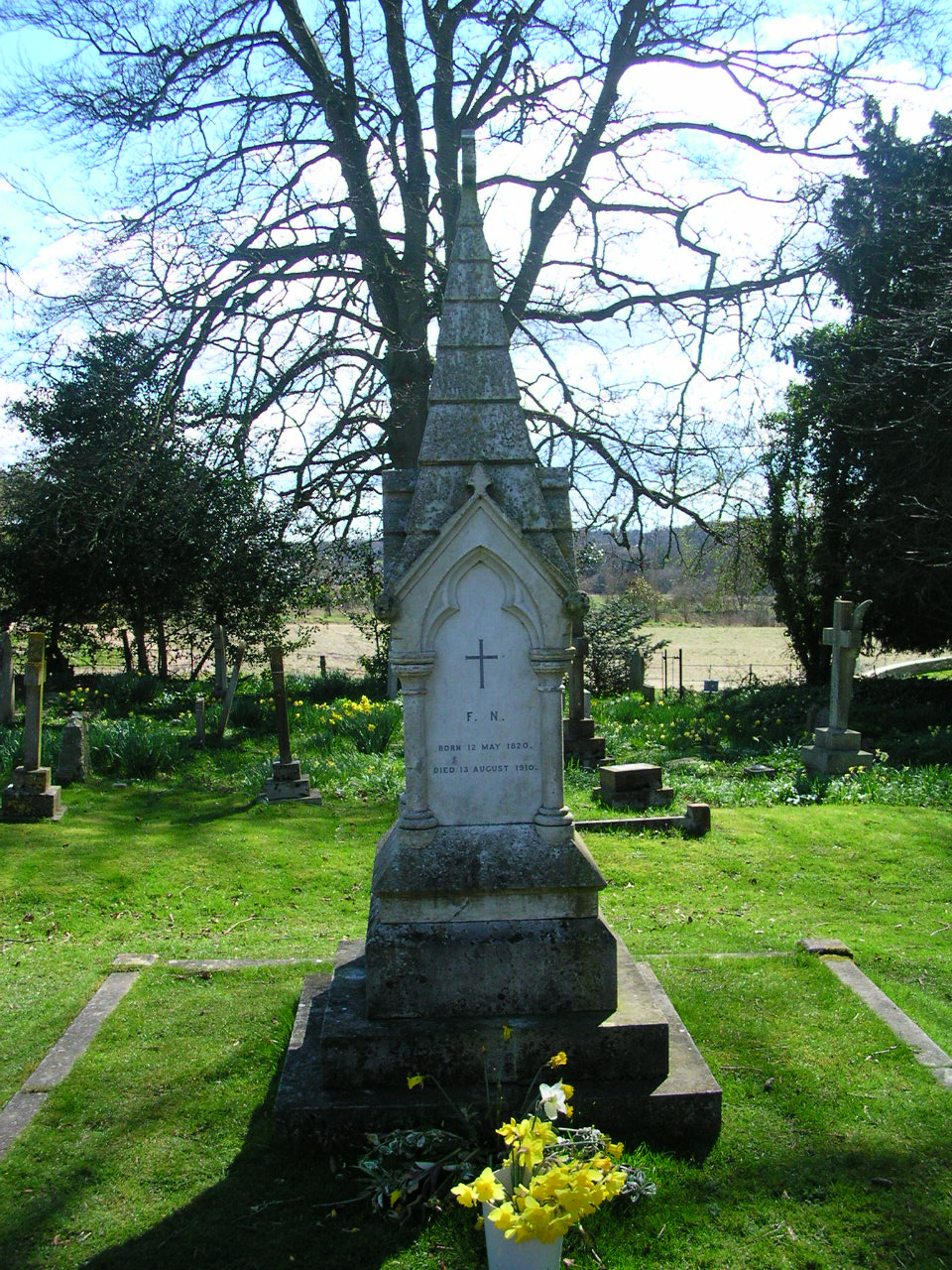
La tomba a Wellow Church, Hampshire

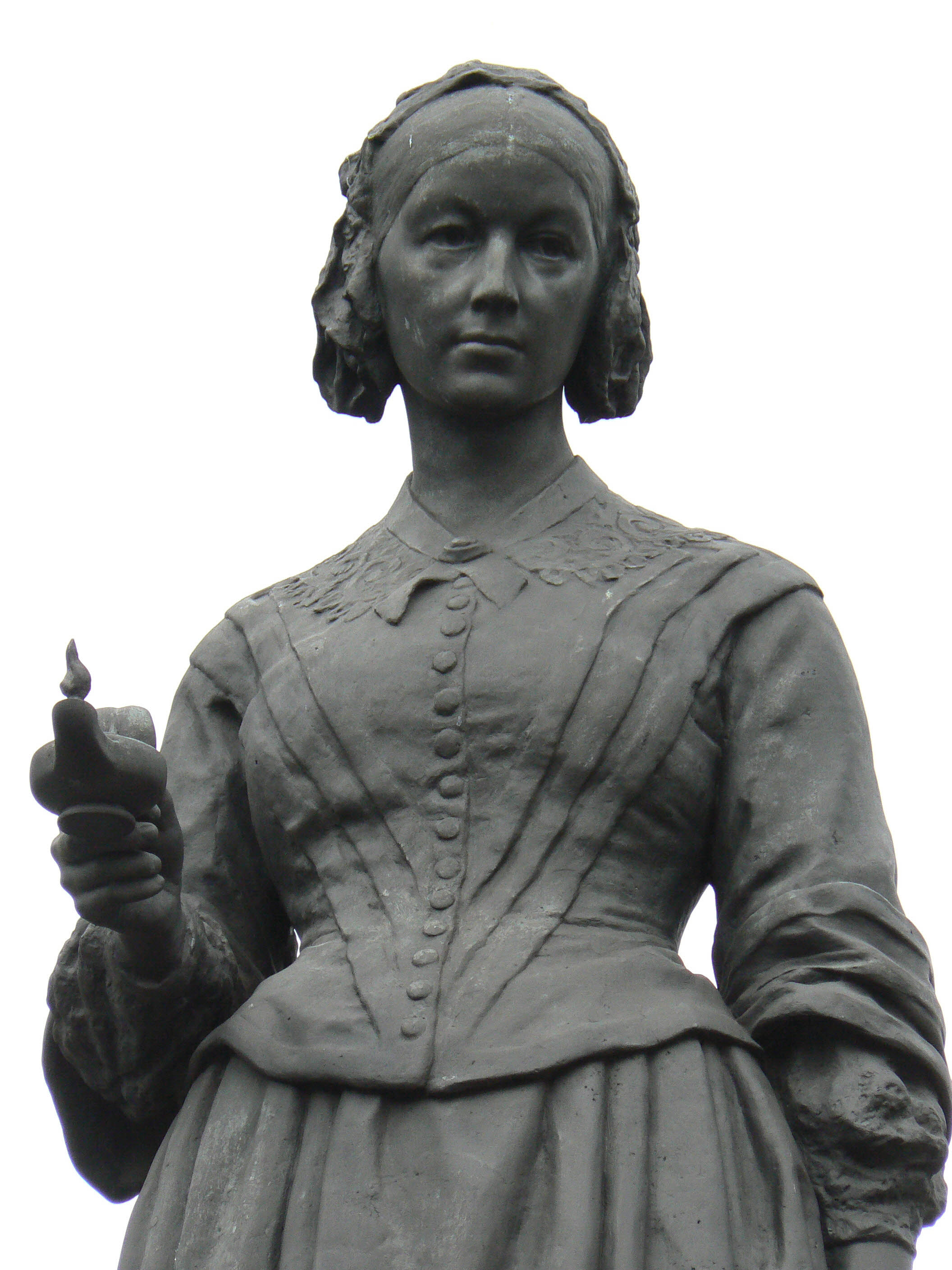
Londra, monumento a Florence Nightingale

Grazie al suo lavoro nella Commissione Herbert, nel 1858 divenne la prima donna membro della Royal Statistical Society e più tardi divenne membro onorario della American Statistical Association. Nei decenni successivi si dedicò all'osservazione critica e all'attività di consulenza per la sanità britannica. Sotto la sua guida venne introdotta la raccolta di dati per ottenere delle statistiche sui tassi di natalità e mortalità e sulle cause dei decessi. Fece uso massiccio e pionieristico dell'analisi statistica nella compilazione, analisi e presentazione grafica dei dati sulle cure mediche e sulla igiene pubblica, usando in particolare i diagrammi a torta (inventati da William Playfair nel 1801) e l'istogramma circolare o ragnatela, di sua invenzione. Oltre al Rapporto della Commissione Herbert, è noto il suo studio statistico sulle condizioni sanitarie nell'India rurale, che portò allo sviluppo del sistema sanitario dell'India. Si occupò anche di assistenza sociale e contribuì alla nascita dei servizi sociali inglesi.
Tra il 1883 e il 1908 Florence ricevette numerose onorificenze (fu la prima donna a ricevere l'Order of Merit). Confinata a letto dal 1896, morì nella sua stanza; i parenti rifiutarono l'offerta di sepoltura nell'abbazia di Westminster e la fecero seppellire a East Wellow, nello Hampshire.

## Medaglia Florence Nightingale
Il Comitato Internazionale della Croce Rossa istituì la Florence Nightingale Medal nel 1912. La medaglia, onorificenza internazionale civile e militare, è assegnata con periodicità biennale alle infermiere che abbiano prestato un servizio eccezionale. Riservata alle donne fino al 1991, da tale data una modifica del regolamento ha inclusi tra i destinatari anche gli uomini. Le motivazioni che accompagnano il conferimento della medaglia sono:
- "Eccezionale coraggio e devozione per i feriti, malati o disabili o per le vittime civili di un conflitto o di un disastro".
- "Servizi esemplari o uno spirito creativo e pionieristico nei settori della sanità pubblica o dell'educazione infermieristica".

## Memoria
Nella basilica di Santa Croce a Firenze c'è un monumento con la sua statua. A Istanbul è stata trasformata in museo la torre nord della caserma di Selimiye e una placca bronzea la ricorda alla base del Memoriale di Crimea nel cimitero Haydarpaşa. A Londra si trovano una sua statua (a Waterloo Place, Westminster) e il Florence Nightingale Museum presso il St Thomas's Hospital; un altro museo si trova nella casa di famiglia della sorella (Claydon House, Buckinghamshire, ora del National Trust). La sua voce fu registrata nel 1890 ed è conservata nell'archivio sonoro della British Library. Il suo compleanno, il 12 maggio, è oggi celebrato come giornata internazionale dell'infermiere e International CFS Awareness Day e la chiesa anglicana ne venera la memoria.
Il 2020 è stato proclamato Anno internazionale dell'infermiere e dell'ostetrica dall'Organizzazione Mondiale della Sanità, in occasione del bicentenario dalla nascita di Florence Nightingale. In tale occasione il dottor Tedros Adhanom, direttore generale dell'OMS, ha dichiarato che: "Gli infermieri e le ostetriche sono la spina dorsale di ogni sistema sanitario: nel 2020 chiediamo a tutti i paesi di investire in infermieri e ostetriche come parte del loro impegno per la salute di tutti".
Le è stato dedicato l'asteroide 3122 Florence, scoperto nel 1981 da Schelte John Bus.

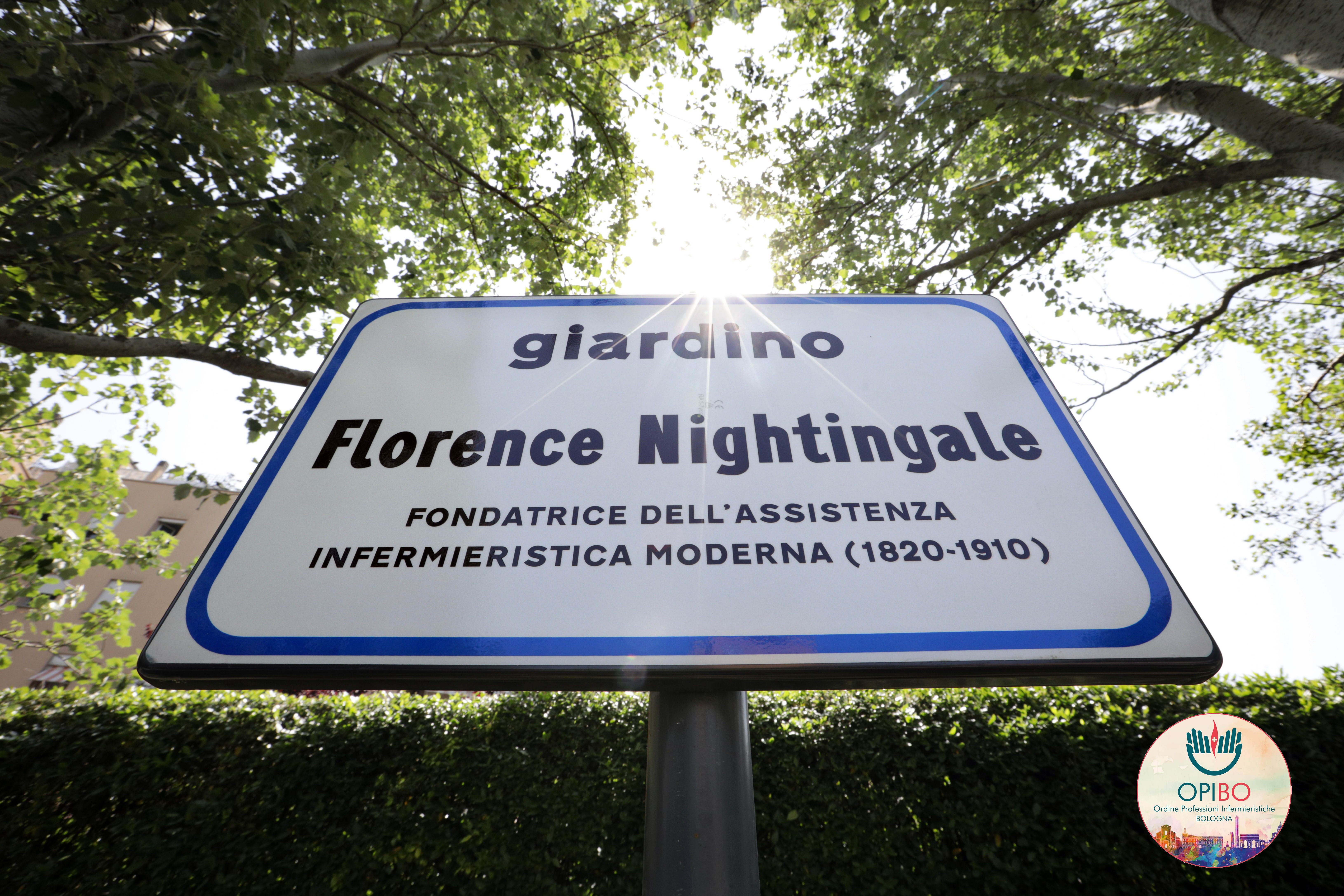
Giardino pubblico Florence Nightingale a Bologna (Foto Paolo Righi)

Nel giugno 2019 il Comune di Bologna ha intitolato a Florence Nightingale un giardino pubblico. La scelta dell’intitolazione è nata da una espressa richiesta da parte dei cittadini del consiglio di quartiere e fa parte di un progetto di toponomastica femminile, promosso l'anno precedente dal comune per valorizzare i talenti e i saperi delle donne nella storia e nella città e raccontato da un’applicazione cartografica dedicata.
L'aereo McDonnell Douglas C-9, utilizzato pure per missioni MedEvac, era chiamato C-9A Nightingale (in onore di Florence) dall'USAF.
La USS Florence Nightingale (AP-70) è stata una nave da carico della Marina militare degli Stati Uniti, intitolata alla pioniera dell'infermieristica. La nave ha ottenuto quattro Battle Star per il servizio reso durante la seconda guerra mondiale.
A Castelfranco Veneto è stato intitolato a Florence Nightingale l’Istituto di Scuola Superiore che accoglie il Liceo delle Scienze Umane, l’Istituto Professionale Servizi per la Sanità e l’Assistenza Sociale e corsi regionali OSS.

## Opere
- (EN) The institution of Kaiserswerth on the Rhine, for the Practical Training of Deaconesses, under the direction of the Rev. Pastor Fliedner, embracing the support and care of a hospital, infant and industrial schools, and a female penitentiary, Londra, London Ragged Colonial Training School, 1851.
- (EN) Notes on matters affecting the health, efficiency, and hospital administration of the British Army, founded chiefly on the experience of the late war, Londra, Harrison, 1858.
- (EN) Subsidiary notes as to the introduction of female nursing into military hospitals in peace and war, Londra, Harrison and Sons, 1858.
- (EN) Notes on nursing, Londra, Harrison, 1909  [1859].
- (EN) Hospital statistics and hospital plans, Londra, Emily Faithfull & Co., Victoria Press, 1862.
- (EN) Army sanitary administration and its reform under the late Lord Herbert, Londra, McCorquodale & Co., 1862.
- (EN) Observations on the evidence contained in the stational reports submitted to her by the Royal Commission on the Sanitary State of the Army in India, Londra, Edward Stanford, 1863.
- (EN) Sanitary statistics of native colonial schools and hospitals, Londra, George E. Eyre and William Spottiswoode, 1863.
- (EN) Notes on Hospitals, 3ª ed., Londra, Longman, Green, Longman, Roberts and Green, 1863.
- (EN) How people may live and not die in India, Londra, Longman, Green, Longman, Roberts, & Green, 1864.
- (EN) Suggestions on a system of nursing for hospitals in India, Londra, George E. Eyre and William Spottiswoode, 1865.
- (EN) Notes on nursing for the labouring classes, Londra, Harrison, 1868.
- (EN) Introductory notes on lying-in institutions, together with a proposal for organising an institution for training midwives and midwifery nurses, Londra, Longmans, Green and Co., 1871.
- (EN) Life or death in India, Londra, Spottiswoode, 1874.
- (EN) To the probationer-nurses of the Nightingale Fund School at St. Thomas's Hospital, Londra, Blades, East & Blades, 1886.
- (EN) Rural hygiene: health teaching in towns and villages, Londra, Spottiswoode, 1894.

## Florence Nightingale al cinema e in tv
Il personaggio di Florence Nightingale è stato portato diverse volte sullo schermo:
- The Victoria Cross di Hal Reid - USA 1912;
- Florence Nightingale di Maurice Elvey - UK 1915;
- L'angelo bianco (The White Angel) di William Dieterle - USA 1936;
- The Lady with the Lamp di Herbert Wilcox - UK 1951;
- Florence Nightingale di Daryl Duke - UK 1985;
- Nightingale l'angelo della taverna - serie TV a cartoni animati I predatori del tempo, episodio 19, produzione Tatsunoko - Giappone 1980;
- Citata all'interno della serie animata "The Simpsons" dal personaggio Telespalla Bob all'interno dell'episodio 13 del 2013 nella XXV stagione, intitolato "L'uomo che cresceva troppo";
- Nightingale ti piace - serie TV a cartoni animati Il magico mondo di Gigì, episodio 07, produzione Ashi Productions - Giappone 1982;
- Itazura na Kiss - serie anime basato sul manga di Kaoru Tada, episodio 20 "Il Giuramento di Nightingale" - Giappone 2008;
- Nobunagun - serie anime in cui si rivelerà essere la vera identità di Jack lo squartatore. Egli uccise le cinque donne per prevenire un'epidemia - Giappone 2014;
- The Black Museum - Ghost & Lady - manga di Kazuhiro Fujita, serie in due volumi che narra episodi reali della vita di Florence Nightingale mescolandoli con elementi sovrannaturali e horror - Giappone 2014-2015;
- In un episodio della seconda serie del cartone animato "Dottoressa Peluche" la protagonista Dotty viene trasportata nella Londra ottocentesca dove conosce Florence Nightingale bambina. Assieme curano i giocattoli rotti e la Nightingale scopre la vocazione;
- In un episodio della terza stagione di Victoria appare in una scena assieme alla regina, discutendo dell'epidemia di colera diffusasi a Soho;
- In un episodio di Star Trek Voyager il personaggio Kim battezza con il suo nome una nave spaziale;
- Compare nel videogioco Assassin's Creed Syndicate nella missione intitolata "La Dama con il Lume";
- Nel videogioco Yakuza: Like a Dragon, uno dei personaggi principali, l'infermiere Yu Nanba, da piccolo viene a sapere della storia di Florence e ciò lo ispira a studiare medicina;
- Nel videogioco Arknights è presente un operatore femminile di nome Nightingale nella classe "medic", le cui arti magiche curative sono emanate dalla lanterna che porta con sé;
- Compare come servant giocabile nel videogioco mobile per Android e IOS Fate/Grand Order appartenente all'universo del franchise Fate (franchise); è una dei servant protagonisti del capitolo intitolato "Fifth Singularity: E Pluribus Unum" appartenente alla storia principale del gioco e appare come personaggio secondario in altri capitoli della storia principale.